# Mauricio Almada
Mauricio Almada Blengio (Montevideo, 1963) es un periodista y autor uruguayo. 
Trabajó en los diarios Lea, La República y El Observador, del semanario Sin Censura y de la revista Guambia. Produjo varios programas televisivos y es autor de dos libros.

## Trayectoria
Estudió comunicación social graduándose de licenciado en esa especialidad en la  Universidad Católica de Uruguay.
Se desempeñó en varios de medios de comunicación escritos y radiales, tuvo a su cargo la conducción de varios programas todos basados en la última dictadura en su país natal. Además escribió dos libros sobre esa temática: La cárcel del pueblo y Crónica de una infamia.
Almada fue galardonado con el Premio Legión del Libro otorgado por la Cámara Uruguaya del Libro.